# Scopula perlineata
Scopula perlineata là một loài bướm đêm trong họ Geometridae.